# Народний рух України за єдність
Народний Рух України за єдність — сучасна політична партія України. Установчий з'їзд в Києві 25 листопада 2000 року. Зареєстрований 12 грудня 2000 року. Очільник партії — Бойко Богдан Федорович.
Відповідно до ухвалених Установчим з'їздом програмових документів, стратегічна мета діяльності Народного руху України за єдність — «об'єднання всіх частин „РУХУ“, а в перспективі — консолідація національно-демократичних сил. Пріоритетним напрямком роботи організації стане також соціальний захист громадян України, що сприятиме зміцненню державної незалежності нашої країни». За словами Співголови Народного Руху України за єдність Б.Бойко: 

| «Розкол РУХу відбувся фактично не на дві, а щонайменше на три частини. Третьою стороною, яка зазнала внаслідок конфлікту найбільших моральних втрат, є організації та індивідуальні члени РУХу, які не увійшли до офіційних рухівських новостворених структур. Вони не визначилися під час розколу на користь жодної із сторін та вимагають відновлення єдності. Створивши Народний рух України за єдність та ініціювавши тим самим процес єднання партії, ми виконуємо політичну волю найширшої частини рухівського загалу |
В той же час на думку голови УНР (УНП) Юрія Костенка

| нелогічно створювати ще одну політструктуру і говорити про об'єднання, особливо після того, як проведені переговори УНР з НРУ, ПРП, "Собором", УРП і досягнуто принципової домовленості про формування "української правиці"... Нові політичні структури, ідеологічно близькі до вже існуючих, під виглядом об'єднання мають за мету зсередини торпедувати цей процес |
Народний рух України за єдність вважає себе націонал-демократичною силою, що послідовно відстоює традиційні рухівські ідеали. Зокрема ця партія виступає за заборону компартії як «антидержавної сили».
У парламентських виборах 2002 року партія брала участь у складі блоку політичних партій «Народний рух України» (у складі: НРУ за єдність, Політична партія Всеукраїнське об'єднання «Центр»; (104 кандидатів в БВО, з них 86 — члени НРУ за єдність). Блок отримав 41 730 голосів виборців (0.16 %, 24 місце з 33); Жоден з кандидатів не був обраний.
На президентських виборах 2004 р. партія висунула свого голову Б.Бойка кандидатом на пост Президента України, який у 1-му турі посів 17 місце з 24: 12793 голоси — 0.04 %).
Зі зміною влади у 2005 році Народний Рух України за єдність декларував себе як українську патріотичну альтернативу Новій ліберально-космополітичній владі і промосковській опозиції".
У парламентських виборах 2006 року Народний Рух України за єдність брав участь самостійно. Найбільшою підтримкою партія втішалася У Криму — 0,57 % голосів, найменшою — у східних областях.